# Distretto di Pirot
Il distretto di Pirot  (in serbo: Pirotski okrug o Пиротски округ) è un distretto della Serbia centrale, al confine con la Bulgaria.

## Comuni
Il distretto si divide in quattro comuni:
- Babušnica
- Bela Palanka
- Dimitrovgrad
- Pirot